# デヴィッド・ガーフィンケル
デヴィッド・ガーフィンケル（David Gurfinkel、1938年12月12日 - ）は、イスラエルの撮影監督。2015年イスラエル賞受賞。

## 参加作品
- 裸の女神
- ファイナル・レジェンド 呪われたソロモン
- ラストパトロール
- 選択と運命
- ミュータント・ニンジャ・タートルズ3
- バトル・マスター／USAサムライ伝説
- ブラックピューマ
- デスロック/戦略ガス兵器を追え!
- サルサ/灼熱のふたり
- 死海殺人事件
- ＳＦアマゾネス／地獄の女帝軍団
- ダウンタウン・ウォーズ
- 魔性の女スパイ
- デルタ・フォース
- 露骨な顔
- ニンジャ II・修羅ノ章
- サハラ
- 燃えよＮＩＮＪＡ
- アップル
- ルブリンの魔術師
- アイザック　繋がれし少年
- 亡命者
- オーバー・ザ・トップ